# 苏红图组
苏红图组是位于中国内蒙古阿拉善左旗的白垩纪地层，1980年由宁夏区域地质调查大队张汉杰等命名。该地层以安山岩、玄武岩为主，间夹灰绿、灰色粉砂岩、粉砂质灰岩、褐红色砂岩、砾砂岩。年代约为1,17至1,04亿年前。出土的恐龙有假鲨齿龙、吉兰泰龙、戈壁龙、原巴克龙，以及一种未命名的鸭嘴龙形类。